# Otitis media
La otitis media es la inflamación del oído medio, por lo general, como consecuencia de la disfunción de la trompa de Eustaquio y que, contaminado por bacterias o virus de la nasofaringe, producirá una infección aguda o, a veces, crónica.La otitis media aguda se define como una infección del espacio del oído medio. Es un espectro de enfermedades que incluye la otitis media aguda (OMA), la otitis media supurativa crónica (OMSC) y la otitis media con derrame (OME). 
La otitis media tiende a verse acompañada de diversas enfermedades concomitantes respiratorias como la rinosinusitis. La reacción inflamatoria en cuadros no infectados permite que se genere un transudado estéril dentro de las cavidades del oído medio y de la apófisis mastoides.

## Epidemiología

AVPP para otitis media por 100 000 habitantes en 2004.
no data
< 10
10-14
14-18
18-22
22-26
26-30
30-34
34-38
38-42
42-46
46-50
> 50

La otitis media es una patología muy común en la infancia, con un promedio de dos a tres episodios anualmente y casi siempre acompañada de una infección respiratoria alta, generalmente, un resfriado. El rinovirus, causante del resfriado común, infecta la trompa de eustaquio que conecta el oído medio con la parte posterior de la nariz, causando edema y compromiso en la regulación de la presión, función propia de la trompa. La otra función principal es el drenaje de fluido desde los tejidos de otros lados del cráneo. En el recién nacido la trompa es más horizontal, haciendo más difícil el drenaje, además de estar formada 100 % por cartílago, con tejido linfoideo que se extiende desde el tejido adenoidal desde la parte posterior de la nariz.

## Clasificación
La otitis media se clasifica, según su evolución en otitis media agudas, subagudas y crónicas. Las otitis medias agudas duran menos de cuatro semanas, las subagudas entre cuatro y ocho semanas y las otitis medias crónicas tardan más de ocho semanas. 

### Otitis media crónica
- Otitis media crónica a tímpano cerrado
- Otitis media por efusión
- Otitis media aguda recurrente duramente

### Otitis media aguda
- Otitis media crónica supurativa: caracterizada por perforación mesotimpánica con supuración mucopurulenta abundante pero no fétida y no se presentan complicaciones endocraneanas a no ser que se produzca una reagudización.
- Otitis media aguda colesteatoma: se caracteriza por perforación del epitímpano, membrana de Shrapnell o marginal superior con supuración fétida y en general poco abundante. Se acompaña con peligro de una complicación endocraneana grave, aún sin agudización.
- Otitis media aguda tuberculosa: se caracteriza por perforaciones irregulares múltiples, pus grumos con un BK positivo y pueden aparecer parálisis facial o laberintitis, pero no complicaciones

## Causas
La causa común de todas las formas de otitis media es la obstrucción de la Trompa de Eustaquio Esto es generalmente debido a la hinchazón de las membranas mucosas en la nasofaringe, que a su vez puede ser causada por una infección viral infección respiratoria superior o por alergias. Debido a la obstrucción de la trompa de Eustaquio, el volumen de aire en el oído medio es atrapado y partes de ella son absorbidos lentamente por los tejidos circundantes, lo que lleva a un leve vacío en el oído medio. Finalmente, el vacío puede llegar a un punto en el que el líquido de los tejidos circundantes se aspira a la cavidad del oído medio (también llamada cavidad timpánica), provocando el derrame del oído medio. Esto se ve como una progresión de un tipo A timpanograma a un tipo C a un timpanograma tipo B.

## Diagnóstico

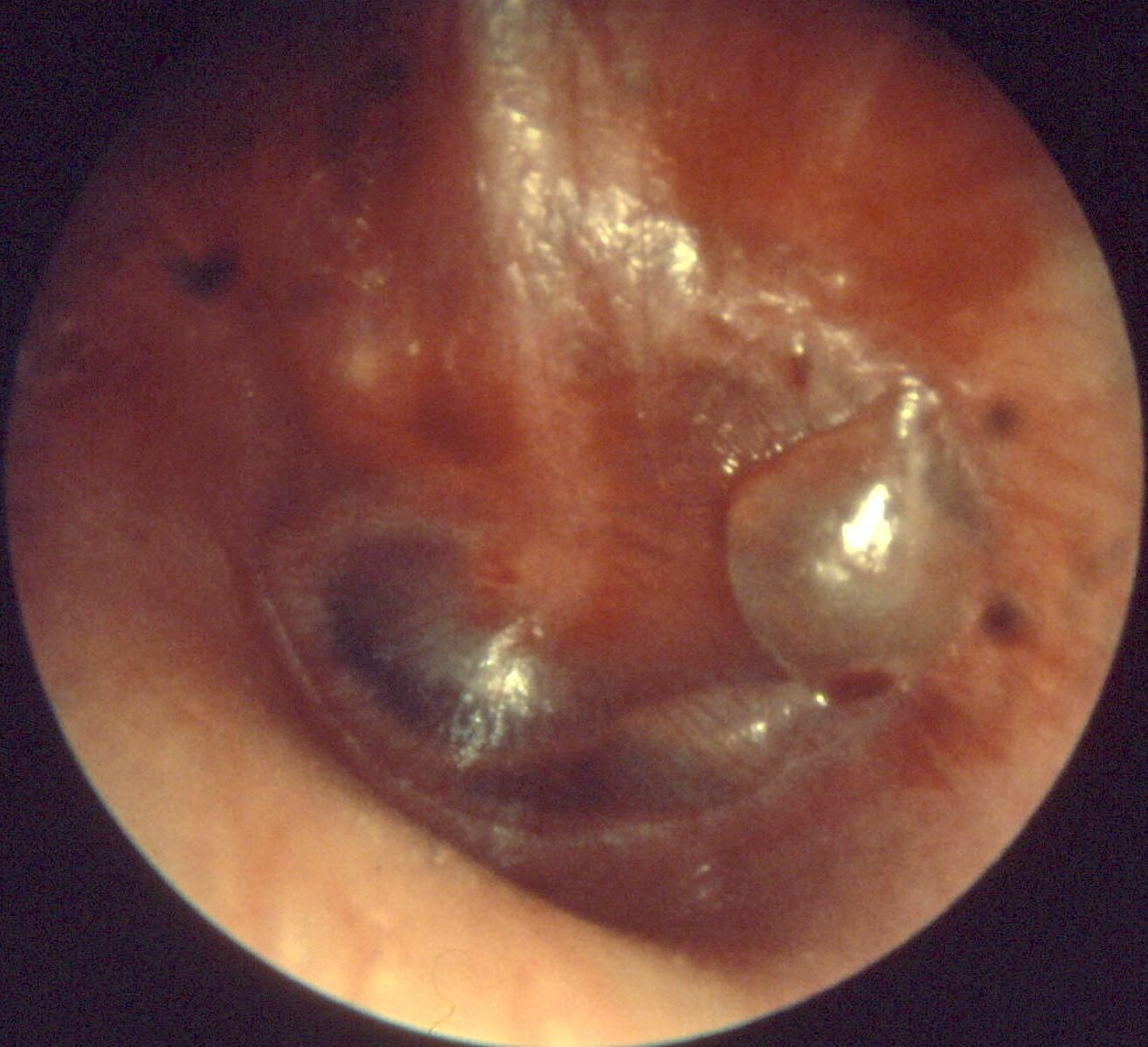
Otitis media aguda
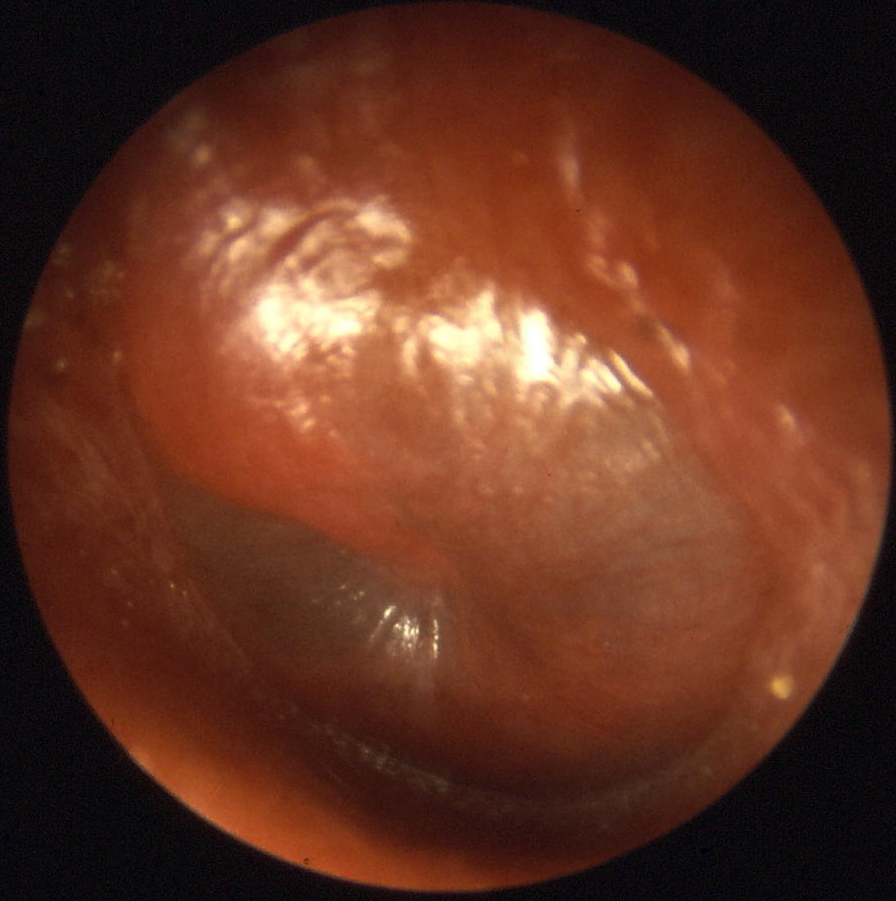
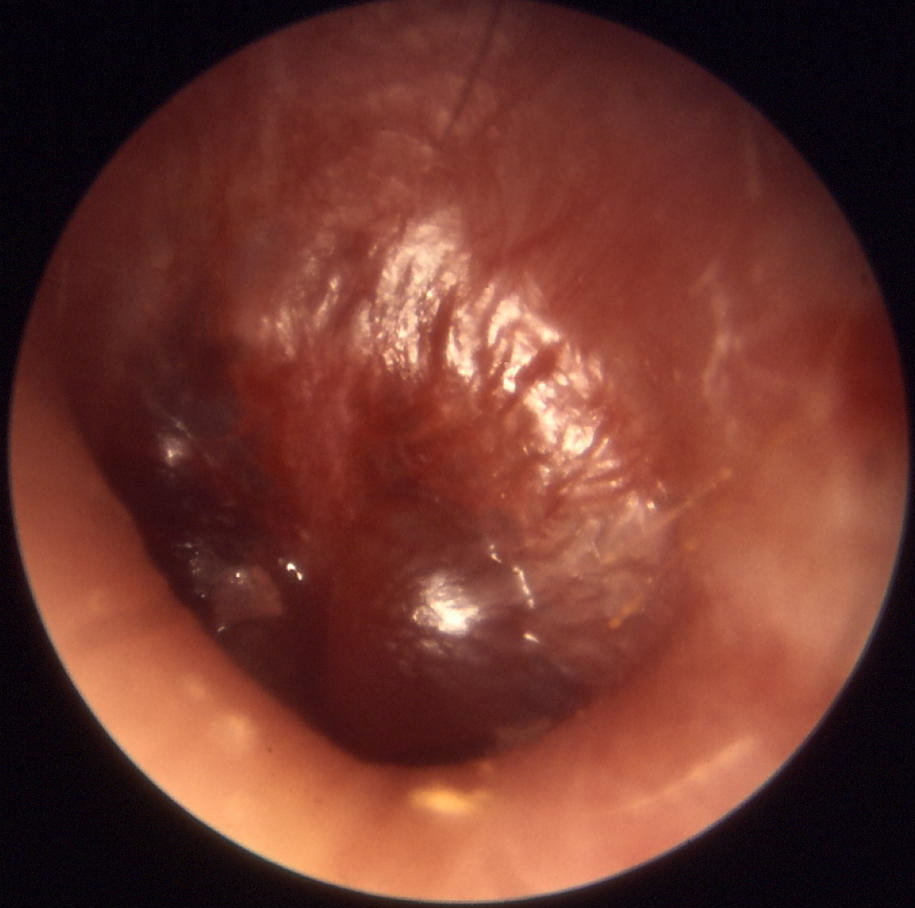
Influenza
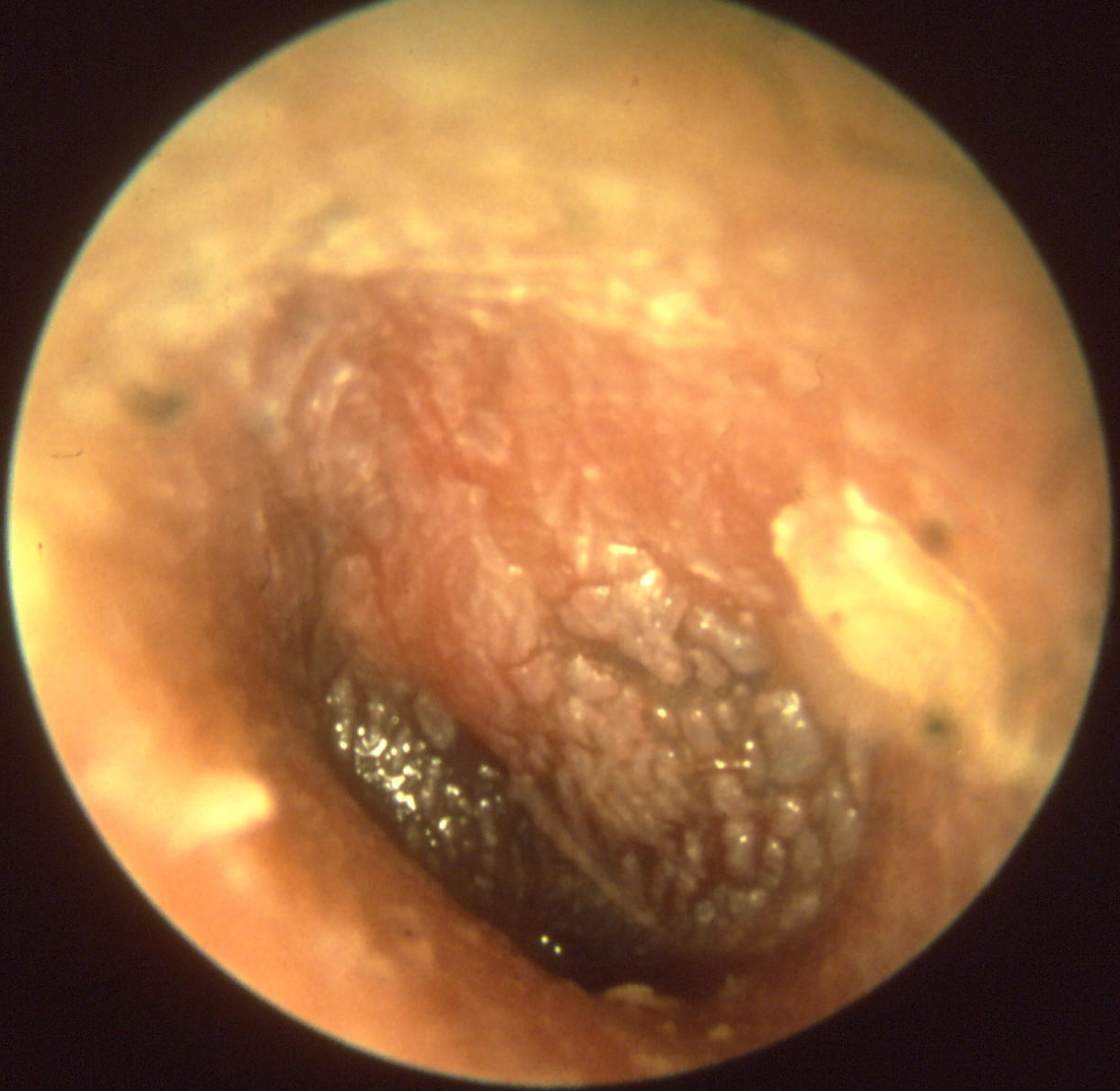
Otitis media aguda
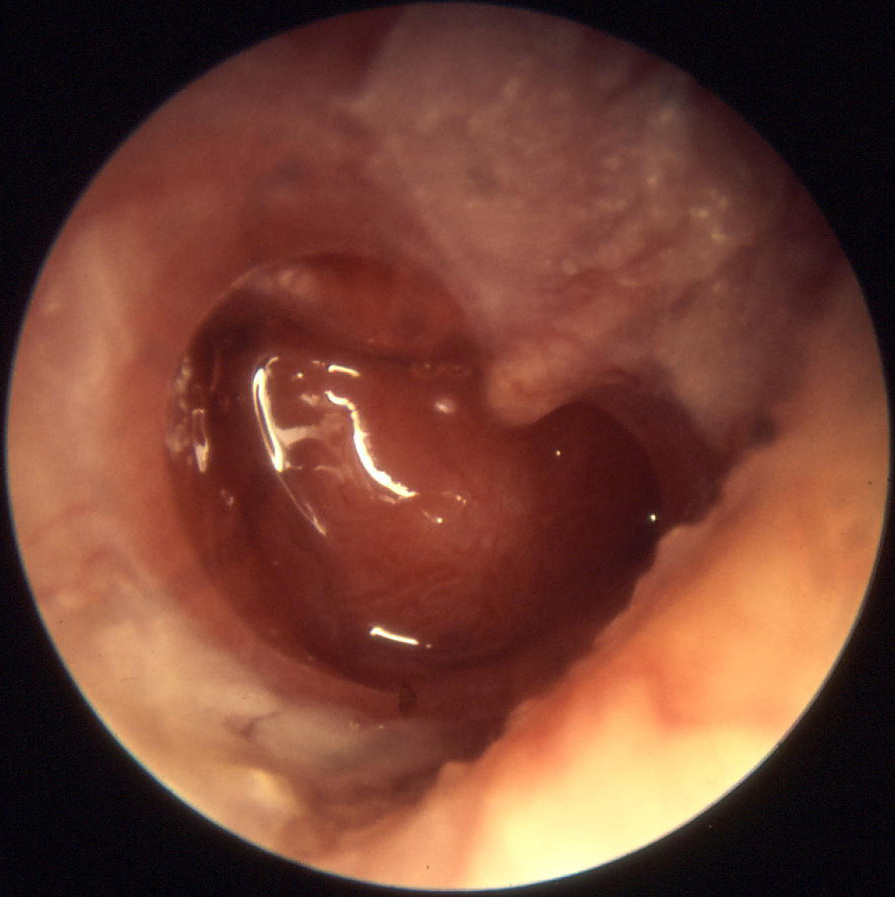
Otitis media crónica mesotimpánica
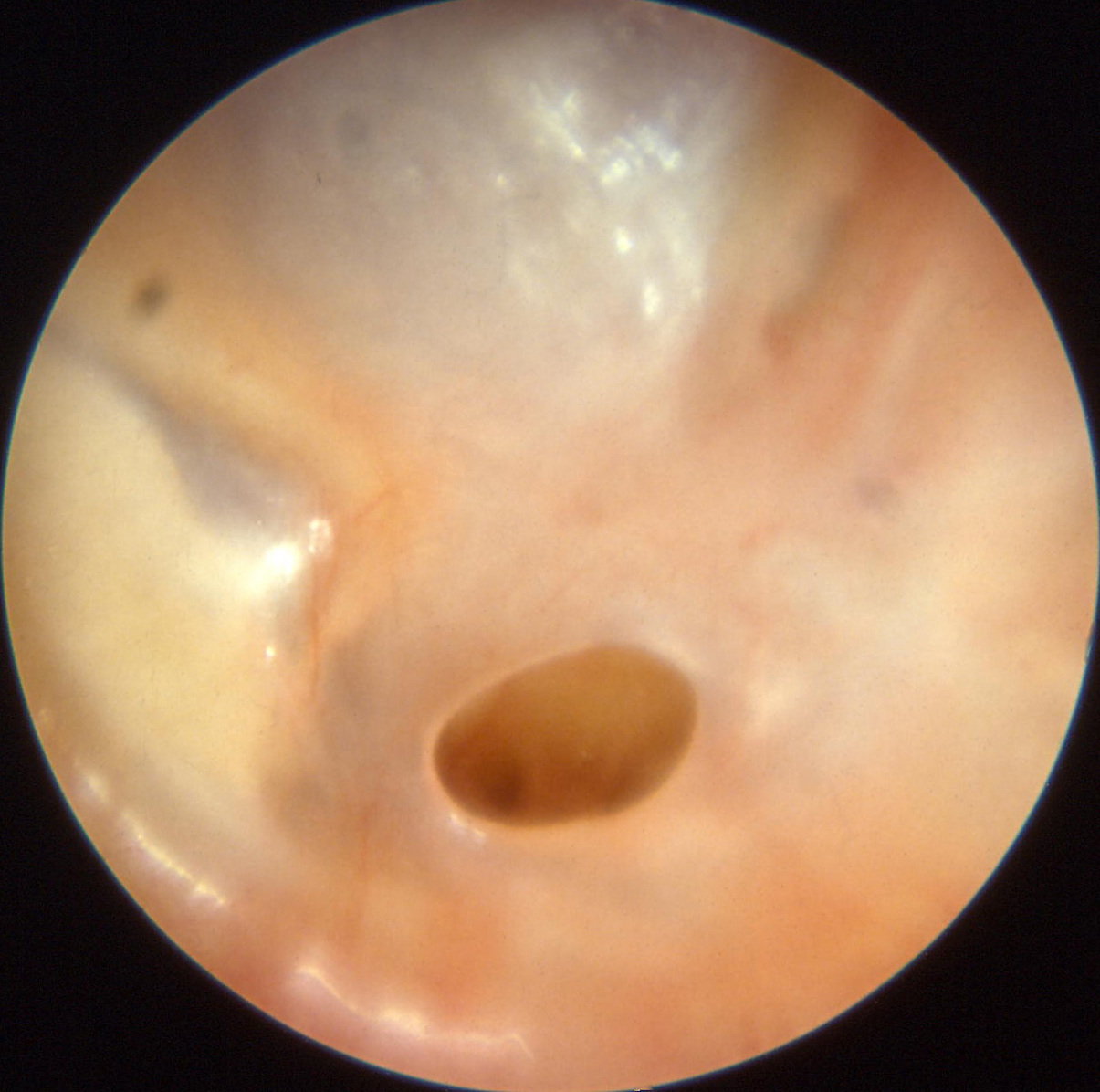
Otitis media crónica mesotimpánica
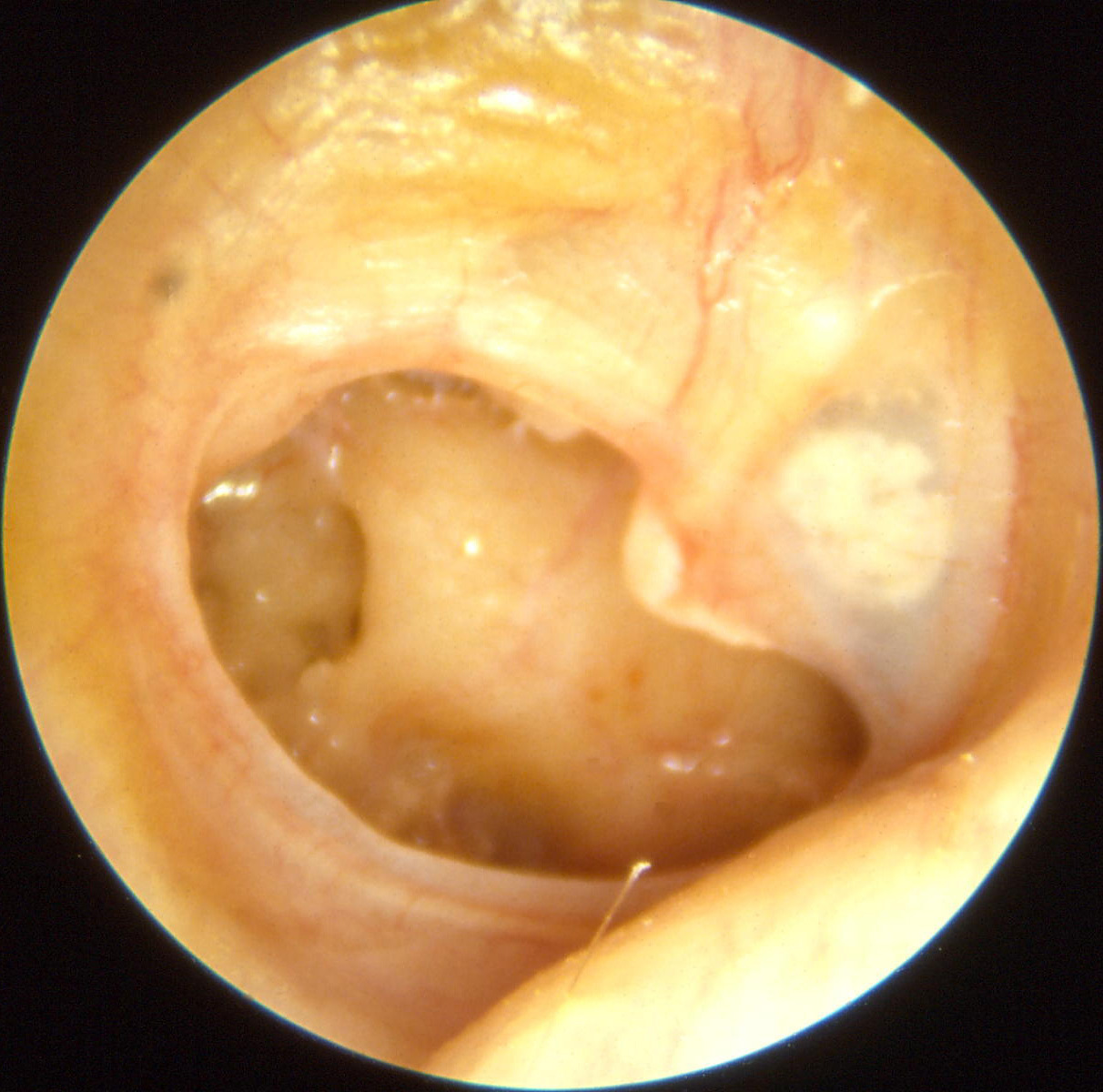
Otitis media crónica mesotimpánica
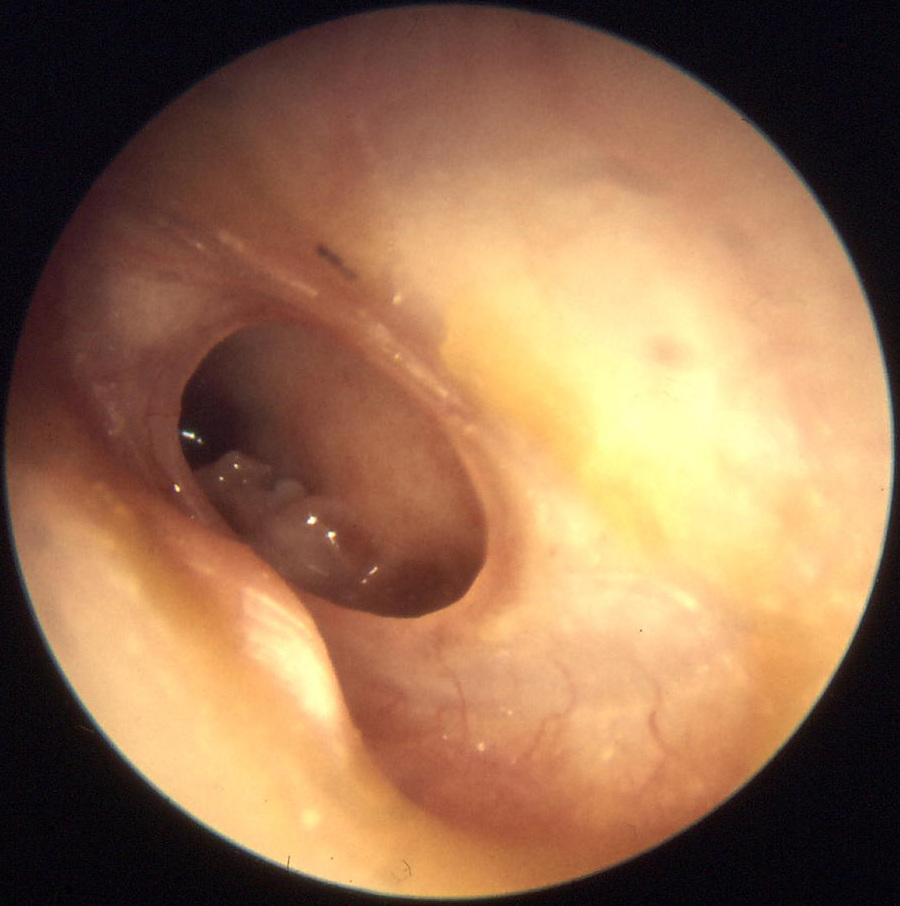
Otitis media crónica mesotimpánica
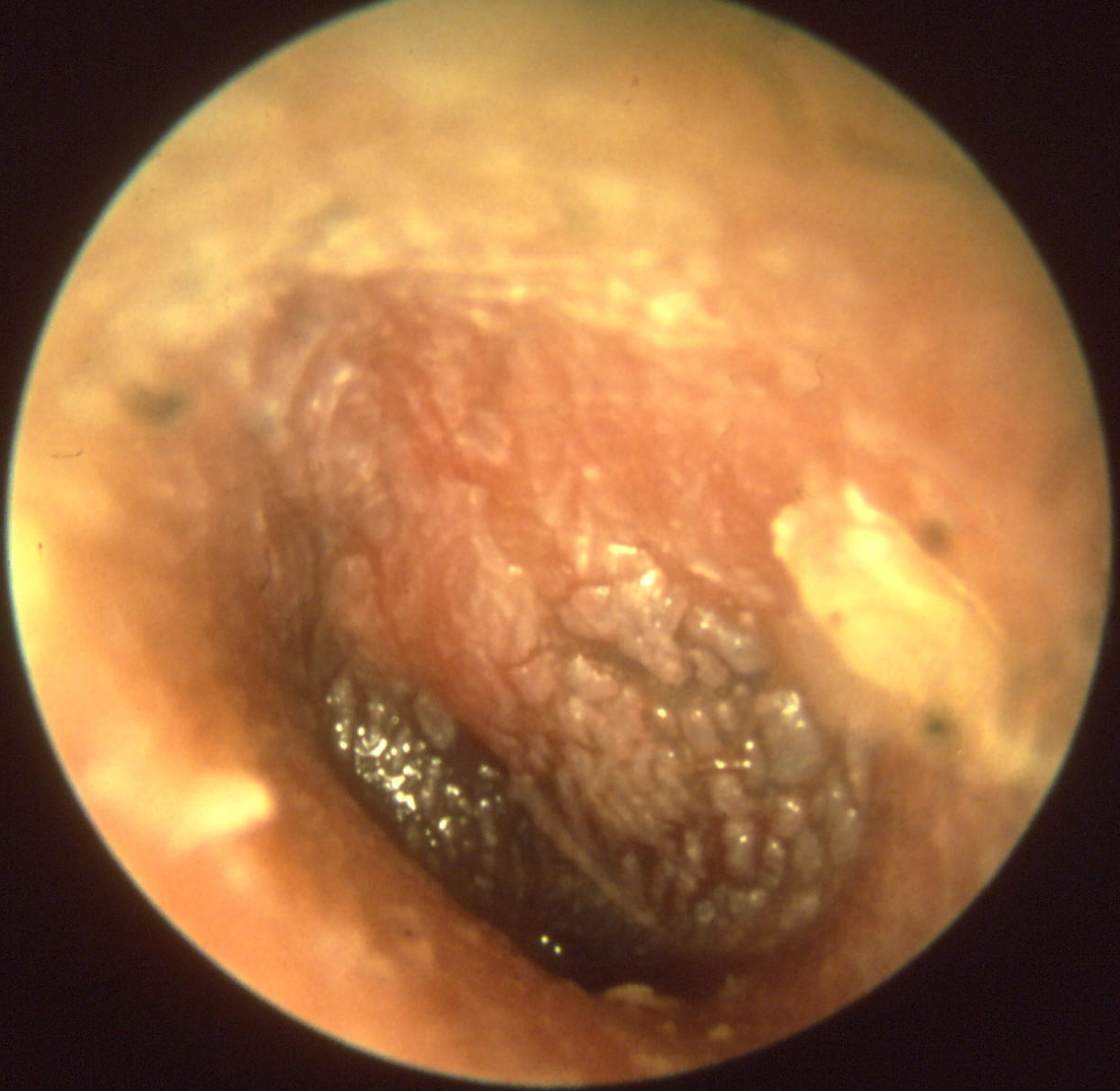
Membrana timpánica en otitis media aguda

La otitis media puede acompañarse de una acumulación de pus o exudado. Causa sordera de conducción.
Medidas no quirúrgicas
-Cuidados de oído seco y limpieza del conducto auditivo externo.
-El tratamiento farmacológico de elección son las quinolonas tópicas: Ciprofloxacino al 0.3 o 0.5 %, ofloxacino al 0.3 % que tienen buena actividad antiseudomónica y las quinolonas sistémicas. 
Medidas quirúrgicas
- Timpanoplastía: reparación de la membrana timpánica y en caso necesario de la cadena osicular.
- Cirugía timpanomastoidea: timpanoplastia con una mastoidectomía cortical.
- Mastoidectomía radical